# Carol Queen
Carol Queen, född 1957 i Oregon, är en amerikansk författare, redaktör, sociolog och sexolog. Hon är aktiv inom sexpositiv feminism. Bland hennes böcker finns Real Live Nude Girl: Chronicles of Sex-Positive Culture och handboken Exhibitionism for the Shy: Show Off, Dress Up and Talk Hot. Hon har även skrivit erotisk litteratur, inklusive romanen The Leather Daddy and the Femme. 

## Biografi

### Bakgrund, studier och tidig aktivism
Queen växte upp i Oregon. Hon tog collegeexamen i Eugene, varefter hon beslutade sig för att doktorera vid den fristående San Francisco-baserade högskolan Institute for Advanced Study of Human Sexuality (IASHS, verksam mellan 1976 och 2018). Vid denna tid fanns det i San Francisco-området två masterprogram relaterade till sexualitet – vid San Francisco State och California Institute of Integral Studies. Men det lilla och då nybildade IASHS var den enda institution som hade en inriktning som inkluderade queer-kulturen. Vid skolan tog hon doktorsexamen, med erotisk exhibitionism som ämne. 
Hennes introduktion till queer-kulturen skedde bland annat genom deltagande – som 13-åring – i 1970 års Pride-festival i San Francisco. 1975 grundade Queen GAYouth, en av de första amerikanska ungdomsorganisationerna kopplade till HBTQ-kulturen. 
Hon är sedan 1981 bosatt i San Francisco, en stad som hon känner sig hemma i genom dess utvecklade kultur kring queer mentalitet och sexpositivism.

### Författare och redaktör
Carol Queens första bok Exhibitionism for the Shy utforskar den erotiska självkänslan. Boken publicerades ursprungligen 1995 och har senare kommit ut i ny utgåva. Två år senare kom Real Live Nude Girl: Chronicles of Sex-Positive Culture.
1999 års roman The Leather Daddy and the Femme uppmärksammades för sin beskrivning av BDSM-kulturen.
Som redaktör har Queen bland annat ansvarat för bokserien Five Minute Erotica. Hennes skrivande har synts i publikationer som The Journal of Bisexuality och The International Encyclopedia of Human Sexuality.

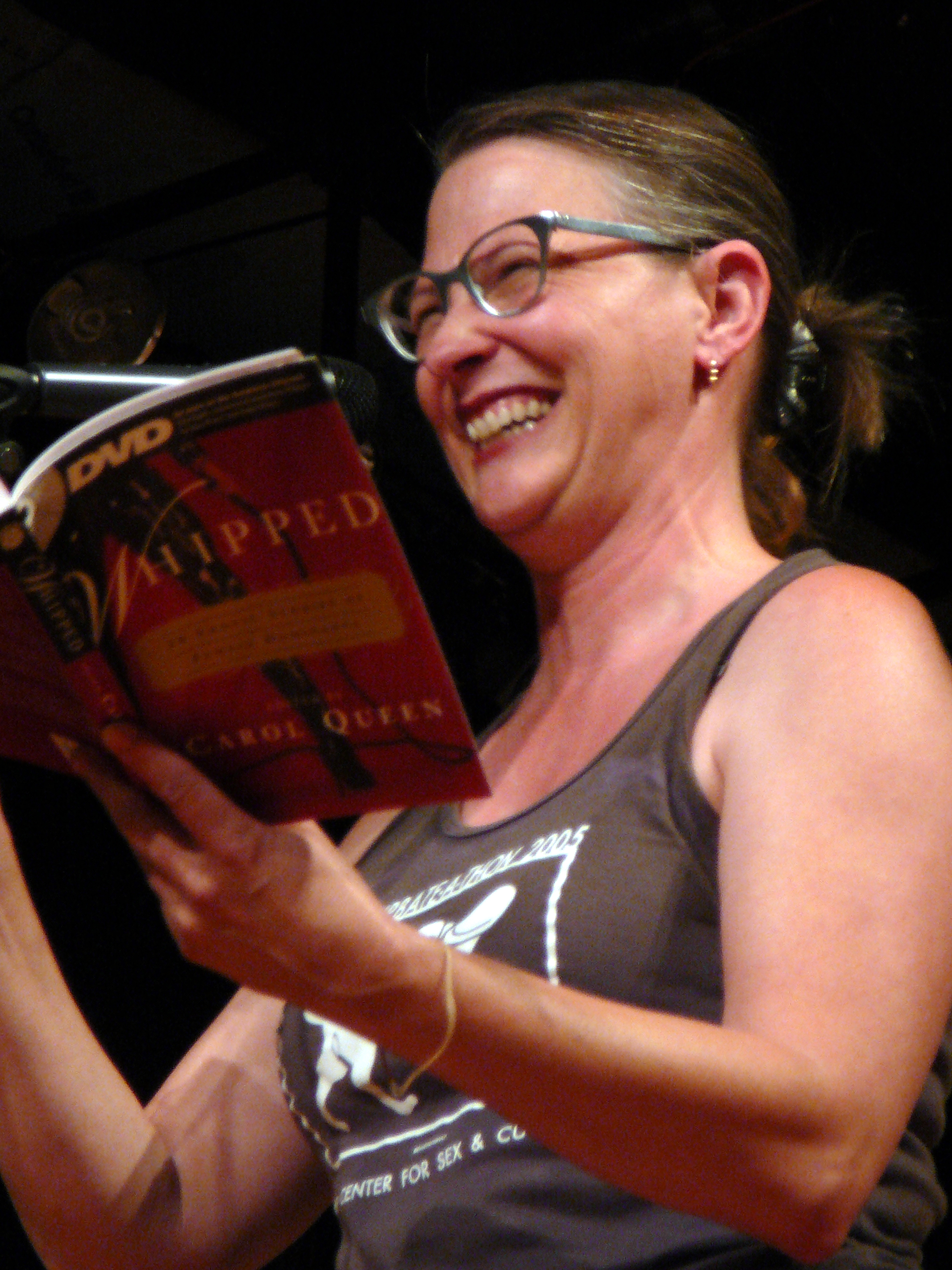
Carol Queen, 2006.

2000 publicerade Queen och hennes partner Robert Morgan Lawrence en gemensamt författad essä i Journal of Bisexuality, där de beskrev betydelsen av San Franciscos bisexuella i 1980-talets utveckling av säkert sex-praktiker för att hantera den förvärrade aids-krisen. Queen beskrev hennes och Lawrences utvecklande av en träningsmetod baserad på modellen för sexuell attitydomvärdering (engelska: Sexual Attitude Reassessment), under namnet SHARP – Sexual Health Attitude Restructuring Process. Den fungerade ursprungligen som ett studieprogram inom IASHS. SHARP har beskrivits av Queen som en kombination av "föreläsningar, filmer, videor, bildpresentationer och personlig kommunikation". 2007 uttryckte Queen en önskan om att återuppväcka SHARP-träningen, nu under namnet SARP – Sexual Attitude Reassessment Process..

### Good Vibrations och andra aktiviteter
Queen arbetar sedan 1990 som sexolog kopplad till Good Vibrations, ett San Francisco-baserat sexleksaksföretag där hon många år tidigare fick sin första anställning. I denna roll har hon lärt ut ett antal andra sexualupplysare, och hon arbetar regelbundet med arbetsseminarier omkring sexualitet. 2001 grundade hon resurscentret Center for Sex and Culture, som hade egen butiksadress i staden fram till 2019.
Hon har även erfarenhet av arbete som sexarbetare inom peep show-sektorn. Hennes bok Exhibitionism for the Shy kretsar kring exhibitionism (hennes egen och andras) som positivt sexuellt verktyg.
Carol Queen har kopplats samman med nyordet absexual (svenska: absexuell). Baserat på sitt prefix ab- syftar termen på någon som stimuleras av avsaknaden av sexuellt innehåll, alternativt någon som har en distans gentemot sex av moralistiska skäl. Betty Dodson definierade termen som "folk som blir upphetsade av att klaga på sex och som längtar efter att få censurera pornografin". Absexualitet är än så länge inte någon etablerad psykologisk term, men Queen föreslog dess inkluderande i DSM-5. Darrell Hamamoto ser Queens beskrivning av absexualitet som lekfullt bred.

### Privatliv
Queen ansluter sig till wicca-rörelsen. Hon är bisexuell.

## Verk

### Som författare
- Exhibitionism for the Shy: Show Off, Dress Up and Talk Hot (Down There Press, 1995; Quality Paperback Book Club Edition, 1997) ISBN 0-940208-16-4
- Real Live Nude Girl: Chronicles of Sex-Positive Culture (Cleis Press, 1997) ISBN 1-57344-073-6 – återutgiven 2002, i uppdaterad version
- The Leather Daddy and the Femme (Cleis Press, 1998) ISBN 0-940208-31-8

### Som redaktör
- Switch Hitters: Lesbians Write Gay Male Erotica and Gay Men Write Lesbian Erotica, med Lawrence Schimel (Cleis Press, 1996) ISBN 1-57344-021-3

- PoMoSexuals: Challenging Assumptions About Gender and Sexuality, med Lawrence Schimel (Cleis Press, 1997) ISBN 1-57344-074-4  – vinnare av 1998 års Lambda Literary Award
- Sex Spoken Here: Stories from the Good Vibrations Erotic Reading Circle, med Jack R. Davis (Down There Press, 1998) ISBN 0-940208-19-9
- Best Bisexual Erotica (Best of Series Vol. 1), med Bill Brent (Circlet Press, 2003) ISBN 1-885865-47-3
- Best Bisexual Erotica, med Bill Brent (Circlet/Black Books, 2000) ISBN 0-7394-1209-4
- Best Bisexual Erotica Vol. 2, med Bill Brent (Circlet/Black Books, 2001) ISBN 1-892723-10-7
- Speaking Parts: Provocative Lesbian Erotica, med M. Christian (Alyson Books, 2002) ISBN 1-55583-700-X
- 5 Minute Erotica (Running Press, 2003) ISBN 0-7624-1560-6
- Whipped: 20 Erotic Stories of Female Dominance (Chamberlain Bros., 2005) ISBN 1-59609-046-4
- More 5 Minute Erotica (Running Press, 2007)

### Filmer
- Carol Queen's Great Vibrations: An Explicit Guide to Vibrators, Blank Tapes, ~1997.